# Сейферт, Эмиль
Эмиль Сейферт (чеш. Emil Seifert; 28 апреля 1900, Прага, Цислейтания — 20 октября 1973 или 22 октября 1973, Чехословакия) — чехословацкий футболист, игравший на позиции защитника и полузащитника. По завершении игровой карьеры — тренер.
Выступал, в частности, за клубы «Виктория Жижков» и «Славия», а также национальную сборную Чехословакии. Трёхкратный чемпион Чехословакии как игрок и четырёхкратный чемпион Чехословакии как тренер.

## Клубная карьера
Во взрослом футболе дебютировал в 1918 году выступлениями за команду «Виктория» (Жижков), в которой провел три сезона.
Своей игрой привлек внимание представителей тренерского штаба клуба «Славия», к составу которого присоединился в 1921 году. Сыграл за пражскую команду следующие восемь сезонов своей игровой карьеры. За это время дважды завоевывал титул чемпиона Чехословакии.
В течение 1929—1930 годов защищал цвета команды «Богемианс 1905».
В 1932 году вернулся в клуб «Славия». Добавил в перечень своих трофеев еще один титул чемпиона Чехословакии. Завершил профессиональную карьеру футболиста выступлениями за пражский клуб в 1933 году.

## Выступления за сборную
В 1920 году дебютировал в официальных матчах в составе национальной сборной Чехословакии. В течение карьеры в национальной команде, которая длилась 10 лет, провел в форме главной команды страны 18 матчей.
В составе сборной был участником футбольного турнира на Олимпийских играх 1920 года в Антверпене и футбольного турнира на Олимпийских играх 1924 года в Париже.

## Карьера тренера
Начал тренерскую карьеру, вернувшись к футболу после небольшого перерыва в 1939 году, возглавив тренерский штаб клуба «Славия». Работал с командой до 1946 года.
Второй раз возглавлял «Славию» в 1952—1953 годах
Умер 20 октября 1973 года на 74-м году жизни.

## Титулы и достижения

### Как игрока
- Чемпион Чехословакии (3):

«Славия»: 1925, 1928—1929, 1932—1933
- Обладатель Середнечешского кубка (5):

«Славия»: 1922, 1926, 1927, 1928, 1932

### Как тренера
- Чемпион Чехословакии (4):

«Славия»: 1939—1940, 1940—1941, 1941—1942, 1942—1943
- Обладатель Кубка Чехии (3):

«Славия»: 1940—1941, 1941—1942, 1944—1945